# Різдвяний пудинг
Різдвяний пудинг — це тип пудингу, який традиційно подають на Різдвяну вечерю у Великій Британії, Ірландії і в інших країнах, де він був принесений британськими емігрантами. Він має витоки в середньовічній Англії, і іноді відомий як сливовий пудинг або просто «пуд», хоча це може також стосуватися інших видів вареного пудинг з використанням сухофруктів. Незважаючи на назву «сливовий пудинг», пудинг не містить слив, а назва викликана вікторіанським використанням слова «слива» для родзинок. Пудинг складається з багатьох сухофруктів, скріплених яйцями та курдючним салом, іноді змочених патокою або мелясою і приправлених алкоголем, корицею, мускатним горіхом, гвоздикою, імбиром і іншими спеціями. Пудинг, як правило, витримується протягом місяця або більше, або навіть протягом року; високий вміст алкоголю в пудингу запобігає його псуванню протягом цього часу.

## Основи

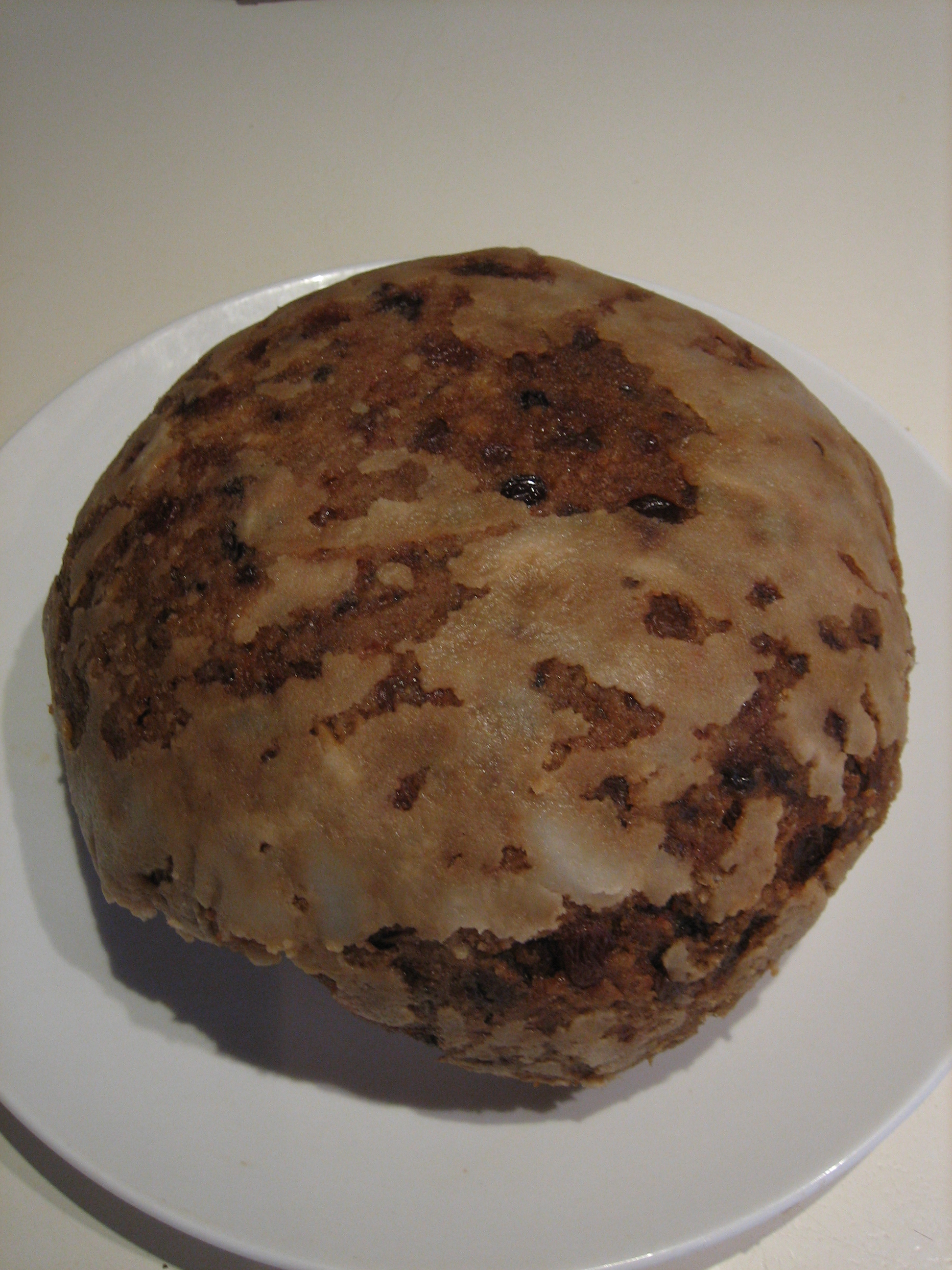
Традиційний пудинг, варений у «сумці», з відповідною скоринкою.

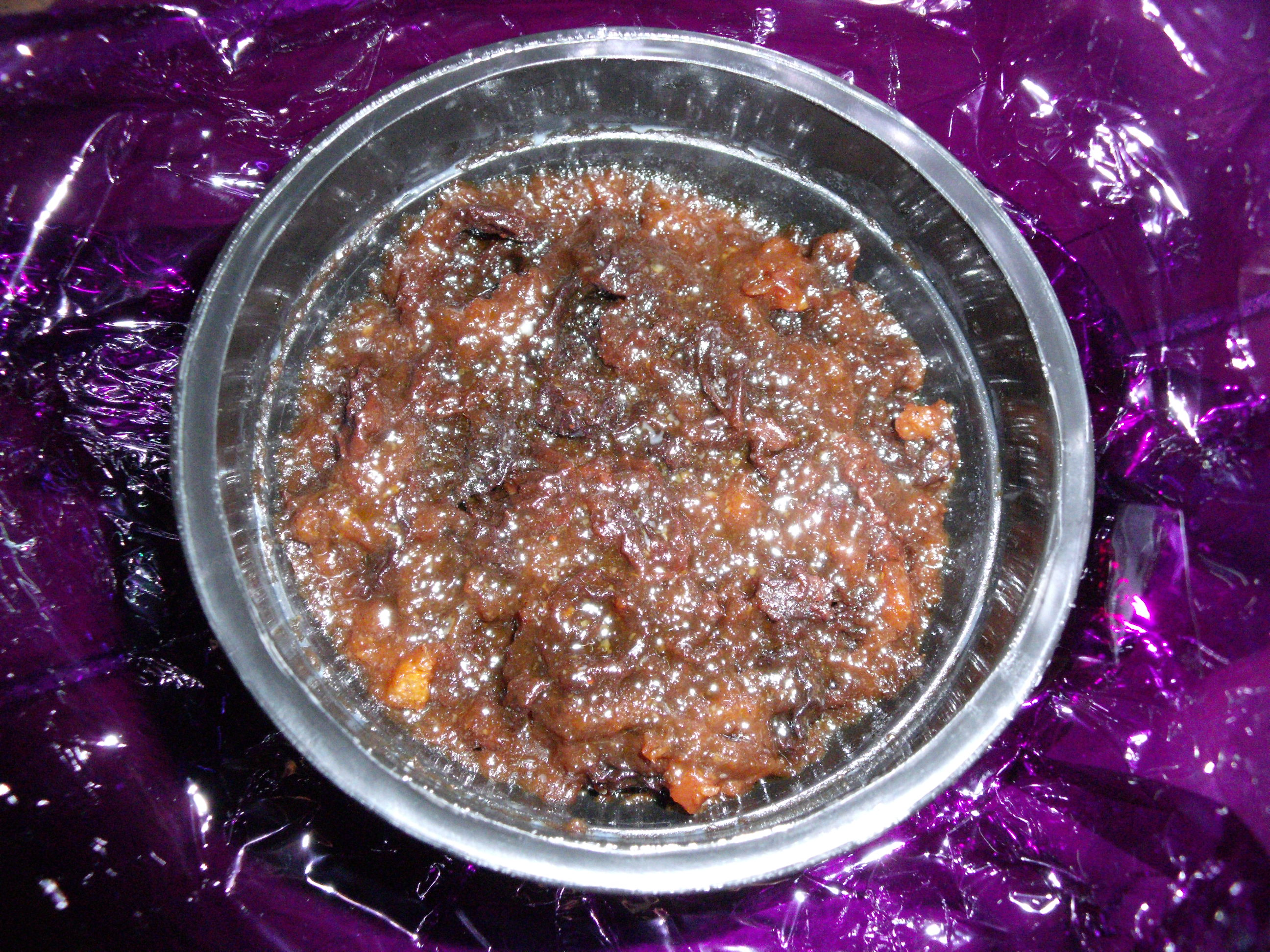
Різдвяний пудинг виготовлений в Брекнеллі, Беркшир

Багато родин мають свої власні рецепти для різдвяного пудингу, деякі передаються з родини протягом кількох поколінь. Спільним для них те, що рецепт поєднує традиційно дорогі інгредієнти, наприклад, солодкі спеції, які так важливі в розвитку його характерно багатого аромату, і як правило, потребує використання курдючного сала. Він дуже темний на вигляд — майже чорний — завдяки використанню темних цукрів, чорної патоки в більшості рецептів, і довгому часу приготування. Суміш можна змочити соком цитрусових плодів, коньяком і іншим алкоголем (деякі рецепти вимагають темних сортів пива, таких як мілд, стаут або портер).

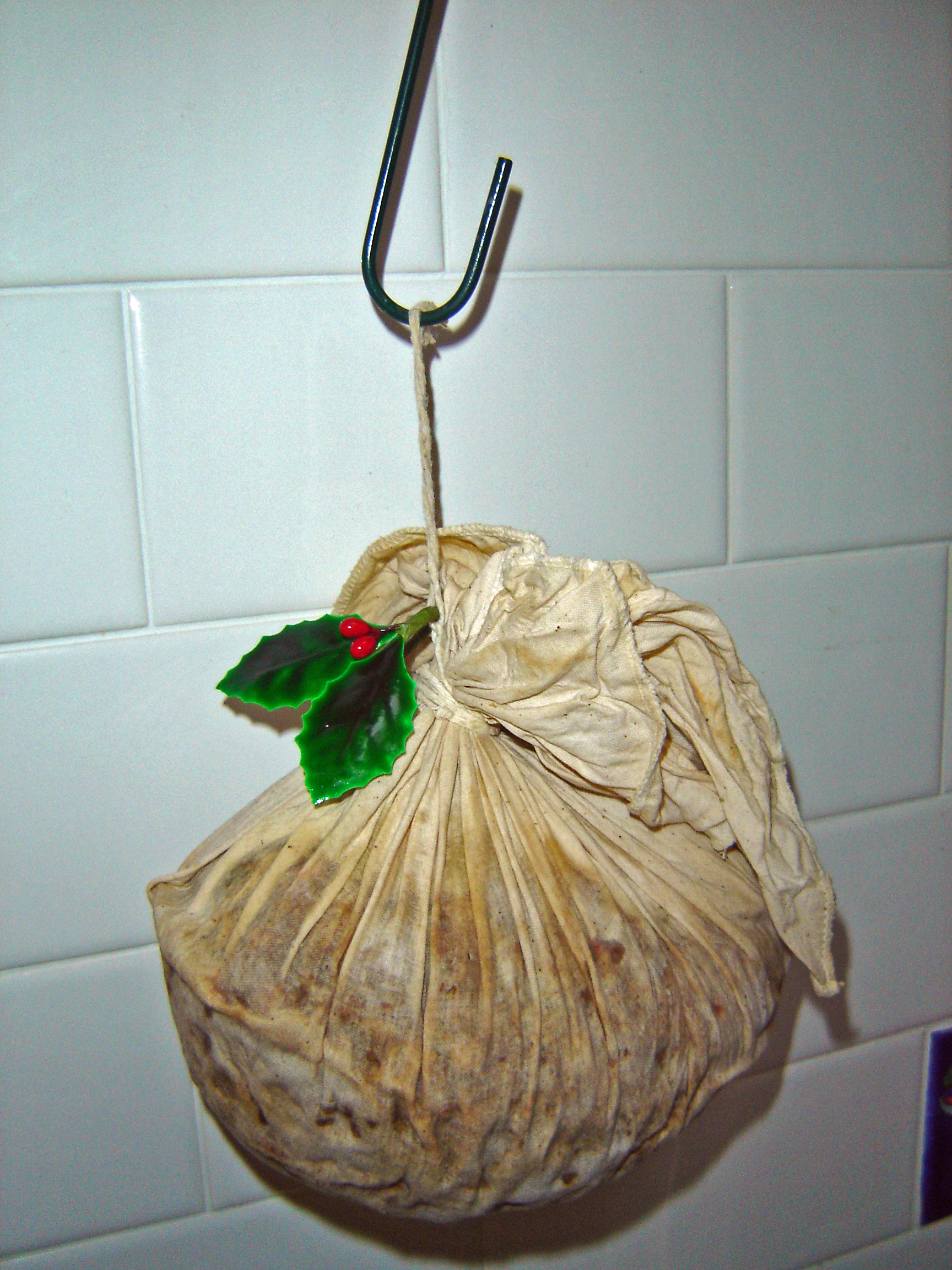
Різдвяні пудинги часто сохли на гачках тижні до подачі на стіл, щоб посилити смак. Цей пудинг був виготовлений з традиційною тканиною, а не мискою.

До XIX століття англійський різдвяний пудинг варився в пудинговій тканини, і часто подавався буханцем. За модою Вікторіанської епохи, тісто клали в миску, а потім пропарювали його, а після розпакування пудинг поміщали на таріль, прикрасивши зверху гілочкою гостролиста.
Початкове приготування страви зазвичай включає пропарювання протягом багатьох годин. Перед поданням пудинг розігрівали ще раз пропарюванням, і поливали теплий коньяком, який підпалювали. Його їдять з твердим соусом, коньячним чи ромовим маслом, вершками, лимонним кремом, морозивом, заварним кремом або підсолодженим бешамелем, і іноді посипають цукровою пудрою.
Один з рецептів пудингу часів Великої Депресії передбачав його приготування у день Різдва, а не тижні до того, як з традиційним пудингом, хоча його все одно варили або пропарювали. Враховуючи обмеженість ресурсів у бідних сімей під час депресії, цей рецепт використовує холодний чай для ароматизації замість бренді і не містить яєць. Відповідно цей рецепт не такий важкий, як традиційний пудинг, і його досі готують австралійські родини.
Багато сімей зараз купують готові пудинги в магазинах; їх можна розігрівати в мікрохвильовій печі, що значно скорочує час подання на стіл.

## Історія
Існує популярний міф про те, що асоціація пудинга з Різдвом має коріння в звичаї середньовічної Англії, що «пудинг повинен бути зроблений на 25-ту неділю після Трійці, щоб він був підготовлений з 13 інгредієнтів, які представляють Христа і 12 апостолів, і що кожен член сім'ї повинен розмішати його тісто у напрямку зі сходу на захід на честь волхвів та їх подорожі в цьому напрямку». Однак рецепти пудинга з'являються переважно, якщо не повністю, лише в XVII столітті і пізніше. Колекта (молитва) в неділю перед Адвентом з Книги спільних молитов церкви Англії, яка  використовувалась для цієї неділі з XVI століття (і до цих пір використовується в традиційних церквах), починається зі слів:
«Зворушити, ми благаємо тебе, Господи, волі твоїх вірних людей, щоб вони рясно принесши плоди добрих справ, були Тобою щедро винагороджені; через Ісуса Христа нашого Господа. Амінь».
Цей день став відомий як «зворушена неділя».
Можливими предками різдвяного пудингу можуть бути несолодкі пудинги, такі як наведені у Harleian МС 279, crustades, malaches вайт, крем варений (вид перемішуваного заварного крема) і sippets. Різні інгредієнти і способи приготування з цих старих рецептів з'являються у ранніх рецептах сливових пудингів. Попередники пудинга часто містили м'ясо поруч з солодкими інгредієнтами, а до того, як пропарювати в тканині, інгредієнти могли бути засунуті в кишку або шлунок тварини — як шотландський хаггіс або ковбаски.
Один з найбільш ранніх рецептів «сливового» пудингу наведений у книзі Мері Кеттілбі 1714 року «Колекція з більше трьохсот рецептів в кулінарії, фізиці і хірургії».
В Англії існує поширений і абсолютно бездоказовий міф про те, що 1714 року король Георг I (іноді відомий як «пудинговий король») попросив, щоб «сливовий» пудинг подали як частину його королівського бенкету у його перше Різдво в Англії.
У міру того, як методи консервування м'яса покращились в XVIII столітті, м'ясний елемент рубленого пирога та «сливового» потажа зменшувався, а солодкий елемент зростав. Люди почали додавати сушені фрукти і цукор, але лише у 1830-ті роки пудинг набув круглої форми, прикрашеної падубом, та складу з борошна, фруктів, сала, цукру і спецій. Початково, ймовірно, пов'язаний зі святом врожаю, він став атрибутом Різдва. Кухарка зі Східного Сассекса Еліза Актон перша назвала його «Різдвяний пудинг» в її книзі-бестселері 1845 р. «Сучасна кулінарія для приватних сімей».
«Великою принадою» пудингу було те, що його не потрібно готувати в печі, якої не мали «більшість домогосподарств нижчих класів».
Протягом усього колоніального періоду пудинг був символом єдності всієї Британської імперії. 1927 року Маркетингова Рада Імперії написала листа розпоряднику Королівського двору з проханням надати копію рецепта різдвяного пудинга, який готують для королівської сім'ї. Король та королева надали дозвіл на оприлюднення рецепту, а королівський шеф-кухар Андре Седар розкрив рецептуру.
Але до публікації рецепту Маркетинговій Раді довелося подолати дві проблеми: розмір і інгредієнти. По-перше, оригінальний рецепт був розрахований 40 осіб королівської родину і їх гостей. Рада переробила його на 8 осіб. По-друге, потрібно були змінити використовувані інгредієнти, щоб відображати ідеали Імперії. Походження кожного інгредієнта було ретельно зманіпульовано для залучення кожної з багатьох колоній Імперії. 
Остаточний рецепт включав австралійську смородину, південноафриканські родзинки, канадські яблука, ямайський ром, англійське пиво, та інші інгредієнти з інших місць Імперії. Після затвердження інгредієнтів королівський рецепт був розісланий національним газетам і популярним жіночим журналам. Також його копії були надруковані та роздані безкоштовно. Рецепт мав феноменальний успіх.
Звичай їсти пудинг був рознесений по багатьох частинах світу британськими колоністами. Це поширена страва в Ірландії, Австралії, Новій Зеландії та Південній Африці тощо. В Північну Америку традиція їсти пудинг прибула до революції: книга, які містила рецепт, — «Кулінарне мистецтво Вільямсбургу» місіс Хелен Буллок була опублікована в США ще 1742 р. Серед інгредієнтів її рецепт включав фунт кожного виду сушених фруктів і цукру, плюс півфунта кожного виду цукатів (цитронові, апельсинові та лимонні), 1 пінту бренді та 12 яєць.

## Побажання і інші традиції
Традиційно пудинги готували на або відразу після неділі, «останньої перед Адвентом», тобто чотири-п'ять тижнів до Різдва, і кожен в сім'ї, або, принаймні, кожна дитина, перемішувала суміш і загадувала при цьому бажання.
Звичайною практикою було включати маленькі срібні монети (срібний трипенсовик або шестипенсовик) в пудингову суміш, які зберігав той, у чий шматок вони потрапили, щоб мати багатство в наступному році.
Відомо, що до пудингу включали і інші сувеніри, такі як крихітна вилочка (на вдачу), срібний наперсток (на багатство) або якір (символізує тиху гавань).

Після того як пудинг виймали з миску, прикрашали падубом, поливали бренді (або зрідка ромом) і підпалювали, пудинг традиційно подавали на стіл урочисто і зустрічали оплесками. У 1843 році Чарльз Діккенс описав сцену в Різдвяній історії:
«Місіс Кретчіт вийшла з кімнати сама — занадто знервована для свідків — щоб взяти пудинг і внести його… І ось! Багато пари! Пудинг витягається з мідної каструлі, яка пахне пральним днем. Причиною була тканина. Запах як їдальня та кондитерська по сусідству одна з одною, з пральнею по сусідству з ними. Це був пудинг. Через півхвилини місіс Кретчіт увійшла — розчервоніла, але гордовито посміхаючись — з пудингом, на вид як плямисте гарматне ядро, настільки жорсткий і твердий, охоплений вогнем від пів-пів-чверті підпаленого бренді, і прикрашений різдвяним падубом згори.»

## Після Різдва
Різдвяні пудинги мають дуже гарну схоронність і багато родин зберігають один з Різдва, щоб з'їсти на інше свято пізніше в році, часто на Великдень. Констанс Спрай писала, що це не рідко робили пудинг на попереднє Різдво.